# Flamemins FC
Der Flamemins Football Club ist ein Fußballverein aus Serekunda-Kanifing Süd, der größten Stadt im westafrikanischen Staat Gambia. Der Verein spielte in der höchsten Liga im gambischen Fußball. Größere Erfolge blieben bislang aus.

## Spieler
- Peter Bonu Johnson (1963–2019), ehemaliger gambischer Nationalspieler und später Trainer
- Dawda Janko Gambische Fußballnationalmannschaft, Afrikameisterschaft 2004